# كريش
كريش (بالإنجليزية: Krrish)‏ هو فيلم حركة هندي تم إنتاجه في الهند وصدر يوم 23 يناير 2006. الفيلم من إخراج راكيش روشان وبطولة هريتيك روشان وبريانكا تشوبرا.

## قصة الفيلم
الفيلم يحكي عن بطل خارق اسمه كريشنا، ولد بقوة خارقة اكتسبها من والده روهيت ميهرا، وهذا الأخير كان يعاني من مشاكل في دماغه بعدما تعرضت أمه لحادث سيارة عندما كانت حاملة به، فكبر روهيت ميهرا بمشاكل دماغية وجسديه جعلته متأخر النمو لا على المستوى الاجتماعي ولا الدراسي، في يوم من الأيام تعرض روهيت للضرب من زملائه كالعادة، ذهب لبيته وبدأ يتذمر على الرب أن يعطيه القوة، بحجة أن الإله قادر على كل شيء، في نفس الليلة نزلت سفينة فضاء في قريته، لكن واحد من الفضائيين لم يعد معهم، فكشفه روهيت وصادقه، بعدما اكتشف الفضائي أن روهيت يعاني مشاكل، حينها أعطى الرجل الفضائي قوة خارقة لروهيت، وبعد ذلك اتصل روهيت بحاسوب من صنع والده بأصدقاء الفضائي ليعيده إلى دياره، ثم أصبح روهيت مشهور بسبب قواه الخارقة، فلما أنجبت زوجة روهيت ابنه كريش تعرض روهيت لحادث في مصنع عمله والذي كان قد انتهى من صنع أله تستطيع رؤية المستقبل بأمر من الدكتورأريا، هذا الأخير الذي أسر روهيت ميهرا في المصنع مدة 20 سنة، وذلك بسبب أن روهيت هو نفسه كلمة سر آلة المستقبل التي يريد من خلالها د.آريا السيطرة على العالم، كبر كريشنا وهو يعتقد أن والده متوف، وقد نشأ بقرية بعيدة بحيث خبأته جدته عن العالم لكي لا يرو قوة كريشنا، في أحد الأيام جاءت مجموعة من السياح إلى قرية كريشنا وهنا تعرف هذا الأخير على بريا ووقع في حبها، ثم غادرت إلى ديارها (سنغافورة) وتبعها، فدخل في عوائق عاطفية، هنا وقعت حادثة احتراق في سيرك، أراد كريشنا أن يساعد الناس لكن دون أن يتعرفو عليه، فوجد قناع مرمي على الأرض، فأخذه ووضعه على وجهة، لما أراد مساعدة طفلة صغيرة خافت منه وسألته (من أنت؟) فأجاب كريش لكنه لفظ الاسم عن طريق الحذر، لأنه كان سيبوح باسمه الحقيقي كريشنا لكنه توقف وحذف نا لتصبح كريش ومن هنا خرج للوجود بطل خارق، في هذه المرحلة سيكتشف كريش أنا والده روهيت ميهرا على قيد الحياة، وذلك عن طريق صديق والده، علم بمكان أبيه ووقع صراع أكشن بينه وبين رجال الدكتور أريا، فتوفي هذا الآخير وعاد كريش ووالده وحبيبته إلى قرية جدته.

## وصلات خارجية
- كريش على موقع IMDb (الإنجليزية)
- كريش على موقع ميتاكريتيك (الإنجليزية)
- كريش على موقع روتن توميتوز (الإنجليزية)
- كريش على موقع نتفليكس (الإنجليزية)
- كريش على موقع قاعدة بيانات الأفلام العربية
- كريش على موقع ألو سيني (الفرنسية)
- كريش على موقع Turner Classic Movies (الإنجليزية)
- كريش على موقع أول موفي (الإنجليزية)
- كريش على موقع بوكس أوفيس موجو (الإنجليزية)
- كريش على موقع فيلمافينيتي (الإسبانية)